# Masadan
Masadan est un village de la province du Jalal-Abad, au Kirghizistan. C'est la ville natale du président de la République kirghize, Kourmanbek Bakiev.